# ピーター・アイヴァース
ピーター・アイヴァース（Peter Ivers、1946年9月 - 1983年3月3日）は、アメリカ合衆国のミュージシャン。ハーバード大学出身でギリシャ語、ラテン語のほか、音楽理論、ヨガなどを学び東洋哲学の知識も持っていた天才肌の音楽家である。また、映像制作の分野でもその才能を発揮していた。

## 来歴
イリノイ州出身だがボストンのブルックラインで育つ。ロクスベリー・ラテン・スクールを経てハーバード大学を卒業。
音楽のキャリアの出発点はリトル・ウォルターのブルース・バンド。マディ・ウォーターズをして「生きている中で最も偉大なハープ・プレイヤー」と言わしめた。
1969年にエピック・レコードからピーター・アイヴァース・バンド名義でアルバム『ブルー・コミュニオンの騎士』をリリース。ブルースをベースにしながら、フリー・ジャズ、ロック、クラシカル、フォークなどの要素をミックスした上で、エレクトリックな処理も施されており、既にピーターの個性を感じさせる音楽が完成している。
ロサンゼルスに移りヴァン・ダイク・パークスなどとの活動を経て、1974年にアルバム『ターミナル・ラヴ』をワーナー・ブラザース・レコードよりリリース。このアルバムで特異な音楽性は完成された。前衛ブルース＋アシッド・フォーク＋ロックといった趣の個性溢れるこのアルバムは、今日のミュージック・シーンでもカルト的な人気を博し、ゆらゆら帝国の坂本慎太郎や非常階段のJOJO広重、ジム・オルークなどがフェイバリット・アルバムとして挙げている。
1976年には元スプーキー・トゥースのゲイリー・ライトとの共同プロデュースでアルバム『ピーター・アイヴァース』を制作。カーリー・サイモンとのデュエットといった話題もあり、尖った音楽性も少々影を潜めたが、ファンク、レゲエ、などのスタイルも取り入れ親しみやすい内容になっている。
1977年、デヴィッド・リンチ監督の映画『イレイザーヘッド』のスコアを担当した。楽曲「In Heaven (Lady in the Radiator Song)」では作曲とボーカルの両方を担当している。
その後、ローウェル・ジョージ、ディー・ディー・ブリッジウォーター等と共演、ニューヨーク・ドールズ、ジョン・ケイルとステージを共にしたり、また、ビデオ・アートの制作なども手がけ、幅広い分野で活躍した。ロック・ショーや、自伝とも言えるミュージカル『ニルヴァーナ・キューバ』の制作にも取り掛かっていた。職業作曲家としては、ポインター・シスターズ、ダイアナ・ロス、笠井紀美子等、他のアーティストへの楽曲提供も果たしている。
1980年代初頭から『New Wave Theatre』というロサンゼルスのローカルテレビ番組の司会者として活躍していたが、1983年にロサンゼルスのアパートの部屋でハンマーにより撲殺された。犯人は現在も不明である。
死後に、幻のセカンド・アルバム『テイク・イット・アウト・オン・ミー』、未発表曲などを収録した編集盤『ニルヴァーナ・ピーター』、『The Untold Stories』、『僕がピーター・アイヴァースになるまで』がリリースされている。

## ディスコグラフィ

### アルバム
- 『ブルー・コミュニオンの騎士』 - Knight of the Blue Communion (1969年、Epic) ※Peter Ivers' Band With Yolande Bavan名義
- 『ターミナル・ラヴ』 - Terminal Love (1974年、Warner Bros.)
- 『ピーター・アイヴァース』 - Peter Ivers (also known as Peter Peter Ivers) (1976年、Warner Bros.)
- 『ニルヴァーナ・ピーター』 - Nirvana Peter (1985年、Warner Bros.) ※未発表曲集
- The Untold Stories (2008年、K2B2 Records) ※未発表曲集
- 『テイク・イット・アウト・オン・ミー』 - Take It Out on Me (2009年、Wounded Bird Records) ※1971年録音
- 『僕がピーター・アイヴァースになるまで』 - Becoming Peter Ivers (2019年、Rvng Intl.) ※未発表デモ音源集